# Arthur Friedheim
Arthur Friedheim (en ruso: Артур Фридхайм, 26 de octubre de 1859, San Petersburgo – 19 de octubre de 1932, Nueva York) fue un pianista, director de orquesta y compositor ruso de nacimiento y uno de los alumnos más destacados de Franz Liszt.

## Biografía
Arthur Friedheim nació el  26 de octubre de 1859 en San Petersburgo. Comenzó a estudiar música seriamente cuando tenía ocho años. Después estudió durante un año con el destacado pianista Antón Rubinstein pero Friedheim desaprobaba los desorganizados métodos docentes de Rubinstein y se convirtió en alumno de Liszt.
Al principio a Liszt no le gustaba la forma de interpretar de Friedheim, aunque admitía la individualidad de su estilo. Harold C. Schonberg afirma en su libro The Great Pianists que otro motivo por el que Liszt pudo haber vacilado era porque Friedheim había estudiado con Rubinstein, por el que no sentía demasiado afecto. Friedheim tuvo que interpretar ante Liszt varias veces hasta que éste lo aceptó como alumno en 1880. Finalmente, el compositor húngaro tuvo en tal estima a Friedheim que lo nombró su secretario personal. La relación fue tal que copió muchos de los gestos de húngaro, muchos de los cuales fueron destacados por el pianista y compositor Ferruccio Busoni después de oírlo interpretar en 1883. Friedheim también adquirió experiencia orquestal dirigiendo en teatros y teatros de ópera en Alemania.
Entre 1891 y 1895 Friedheim dio clases e interpretó en Estados Unidos. Después de pasar algún tiempo en Londres y hasta 1904 impartió clases en Manchester College of Music. Dirigió en Múnich desde 1908 hasta 1911, fijó su residencia en Estados Unidos en 1915 antes de ir a Toronto en 1921 para convertirse en profesor de la Canadian Academy of Music. Antes de esto, le ofrecieron la dirección de la Orquesta Filarmónica de Nueva York en 1898 y 1911. Fue un buen director pero declinó la oferta en ambas ocasiones, prefiriendo concentrarse en el piano. Falleció el 19 de octubre de 1932 en Nueva York.

## Obras
Friedheim escribió un estudio psicológico de List y muchos recuerdos, que fueron recopilados por su alumno Theodore Bullock bajo el título Life and Liszt. Además de editar las obras de Frédéric Chopin, Friedheim compuso varias obras, aunque pocas de ellas fueron publicadas y la mayoría de manuscritos se han perdido. Sus óperas incluyen Los últimos días de Pompeya (no representada), Alejandro y Tais y Die Tanzerin; otras dos, The Christmas y Giulia Gonzaga, fueron abandonadas sin terminar. Escribió dos conciertos para piano, una obertura orquestal, A Hero of our Times, y una marcha, E pluribus unum.

## Técnica y estilo
La técnica interpretativa al piano de Friedheim fue considerada técnicamente imponente, pero no fue el más destacado por la claridad y reposo en sus interpretaciones de la música de Liszt. Las mejores cualidades de su interpretación sólo sobreviven de una forma fragmentaria en unas pocas grabaciones en gramófono que realizó. Hizo tres grabaciones para Columbia Records alrededor de 1912. Una de ellas es considerada una curiosidad (una interpretación de la marcha fúnebre de la Segunda sonata para piano de Chopin en la que Friedheim interpreta el final del trío y, al no tener más espacio de grabación, simplemente se paró. Estuvo aparentemente satisfecho con la grabación de casi dos tercios de la pieza.
Una de sus alumnas fue Rildia Bee O'Bryan Cliburn, la madre del virtuoso del piano Van Cliburn.